# Brian Schweitzer
Brian David Schweitzer (sinh 4 tháng 9 năm 1955) là Thống đốc thứ 23 tiểu bang Montana, Hoa Kỳ. Ông bắt đầu giữ chức vụ này từ tháng 1 năm 2005 đến năm 2013. Ông từng là thống đốc có tỷ lệ ủng hộ thuộc nhóm cao nhất trong các thống đốc Hoa Kỳ, với các cuộc thăm dò đạt trên 60%. Schweitzer là chủ tịch Western Governors Association và trước đó là chủ tịch Democratic Governors Association.